# Hetaerina amazonica
Hetaerina amazonica – gatunek ważki z rodziny świteziankowatych (Calopterygidae). Występuje na terenie Ameryki Południowej.